# Emilio Argüeso Torres
Emilio Argüeso Torres (Alicante, 20 de febrero de 1969) es un político, policía y guardia civil, abogado, periodista, criminólogo, publicista  y forense español. En su faceta política, fue secretario autonómico de Emergencias de la Comunidad Valenciana durante la gota fría de 2024 que dejó más de 200 muertos en la región, cuando "se incorporó al Puesto de Mando Avanzado cuando la Generalitat ya había confirmado la muerte de 51 personas".
Pertinente al grupo mixto.

## Biografía
Nacido en la ciudad de Alicante, el 20 de febrero de 1969. Es licenciado en Derecho, Periodismo, Criminología, Publicidad y además tiene un máster universitario en Ciencias forenses.
Comenzó su carrera política a finales de la década de 1980 participando activamente en la política local de Elche, pero sin ocupar cargo público alguno por ninguna formación política. 
Luego se incorporó al cuerpo de la Guardia Civil, pero más tarde lo abandonó para ingresar en la Policía local de España, siendo enviado a trabajar a los municipios murcianos de Archena y Totana; donde fue Jefe de Policía y Director de Área de Seguridad y Emergencias.
Tiempo más tarde ingresó en el partido Ciudadanos-Partido de la Ciudadanía (Cs), del que en un principio fue nombrado Delegado Territorial en la Región de Murcia y después en la Comunidad Valenciana.
Desde ese momento fue designado Secretario de Organización de Ciudadanos en la Comunidad Valenciana, encargado de la implantación del partido en toda la región. En la IV Asamblea General de Ciudadanos, fue reelegido Secretario de Organización de Ciudadanos del Comité Autonómico de la Comunidad Valenciana, cargo que ocuparía hasta febrero de 2020, cuando se produjo su dimisión.
Tras las Elecciones autonómicas de 2015 fue elegido como diputado en las Cortes Valencianas, al haberse presentado como número 2 de la lista de Ciudadanos por la circunscripción electoral de Alicante. Como diputado en las Cortes, es Vicepresidente de la Comisión parlamentaria de Coordinación, Organización y Régimen de las instituciones de la Generalitat, Secretario Primero de la Comisión de Reglamento y de los Estatutos de los diputados y diputadas y además es Miembro de las Comisiones de Peticiones, de Gobierno Interior y de la Comisión Especial de Participación Ciudadana.
Durante la IX legislatura fue el Secretario Primero de las Cortes Valencianas. Actualmente es senador  de designación autonómica por la Comunidad Valenciana desde el 27 de junio de 2019.
Durante la Pandemia de enfermedad por coronavirus de 2020 en España solicitó al Ministerio del Interior reincorporarse al instituto armado a la plaza que posee en excedencia durante el Estado de alarma en España de 2020 para ayudar en la erradicación del COVID-19.
En marzo de 2021 fue expulsado de Ciudadanos por incitar al transfuguismo.
En julio de 2023 fue nombrado Secretario autonómico del Sistema sociosanitario dependiente de la Vicepresidencia segunda y Consejera de Servicios Sociales, Igualdad y Vivienda que dirige Susana Camarero.
El 10 de marzo de 2025, la jueza de instrucción a cargo de la investigación de la gestión de la Inundaciones de la DANA de 2024 en España le imputó por su gestión como Secretario Autonómico de Emergencias de Comunidad Autónoma de Valencia..